# 柳家花飛
柳家 花飛（やなぎや かっとび、1985年1月31日 - ）は、千葉県松戸市出身の落語家。出囃子は、きりぎりす。落語協会所属の真打。

## 経歴
2009年12月、柳家花緑に入門し、翌年7月に前座になる。前座名は「フラワー」。
2014年11月1日、柳家緑太、三遊亭天歌と共に二ツ目昇進。「花飛」と改名。
2025年3月21日、柳家緑太、林家けい木改め林家木久彦、柳亭市童改め四代目松柳亭鶴枝、柳家吉緑と共に真打昇進。

## 人物
- 前座名は、師匠花緑が「花吉」「花やん」「フラワー」を提示し、花飛自ら選んだ。「フラワー」という名前を聞いたとき「なんていい名前なんだ」と思ったとのこと。
- 毎年四月に鈴本演芸場で行われる高座舞に所属している。
- 特技はジャグリングとインディアンポーカー。
- 橘家文蔵の主催する「落語協会大喜利王選手権」で優勝している。
- 東京理科大学理工学部数学科除籍。素数に詳しい。
- 柳家かゑると仲がいい。
- Twitterの面白さに定評がある。
- 2019年8月に噺家の仲間の2代目柳家かゑる、金原亭馬久、三遊亭ふう丈、入舟辰乃助と富士登山に挑戦した。
- 好きな食べ物はジャイアントカプリコ。
- 嫌いな食べ物はいちご味のアイス
- 発達障害の一種である自閉症スペクトラム障害と注意欠陥・多動性障害である事を花緑(なお、花緑自身も学習障害がある)が自書の中で明かしている他、花飛自身もTwitterのプロフィールで公表している。
- 小学校3年生の頃、100円玉を飲み込んでしまったことがある。
- ハサミを使う時はアゴも何故か動く。
- 趣味は日光浴をしながらぼーっとすること。
- 勝手に大盛りにしてくる定食屋が嫌い。
- 消せるボールペンの存在意義がわからない。
- フォークリフトの免許を持っている。リーチ式が得意。
- 4色ボールペンは黒の減りが1番遅い。
- 幻のグループ「馬のライヴ」のメンバー。
- 幻の漫才コンビ「エレメンタルビデオ」のボケ担当。
- 少し健康オタク気味なところがあり「この食材が身体にいい」という話を聞くとその食材ばかり食べ続けて体調を崩す。
- 冷やし中華に色々と異議がある。

## 出演

### 映画
- 二つ目物語（2022年、林家しん平監督） - 富丸家龍流 役

### WEB CM
- ＳＭＢＣ日興証券　ライフプランシミュレーション「One・PIT」大喜利編（2019年）